# Domtoren

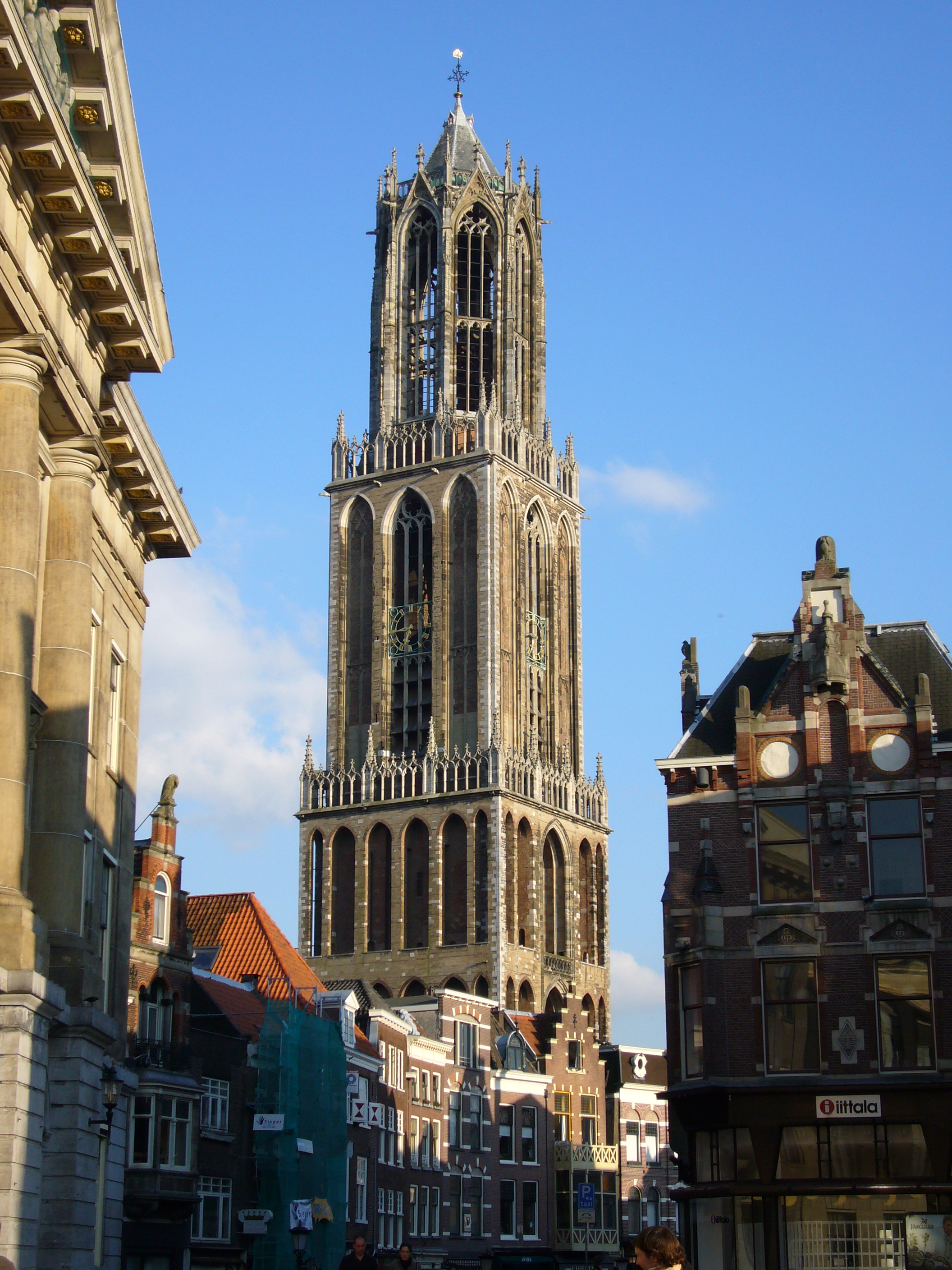
Domtoren widoczny z północnego wschodu.

Domtoren – najwyższa wieża kościelna w Holandii o wysokości 112,32 m. Jest częścią katedry świętego Marcina w Utrechcie. Została wybudowana w latach 1321-1382 według projektu Johna z Hainaut. Na wieży znajduje się maszt radiowy, z której nadawało Radio DOM.

## Uszkodzenie
Nawa katedry nigdy nie została ukończona. W 1674 tornado zniszczyło część katedry, ale wieża pozostała nieuszkodzona.

## Dzwony
W Domtoren wisi 14 dzwonów, ważących 31 402 kg.

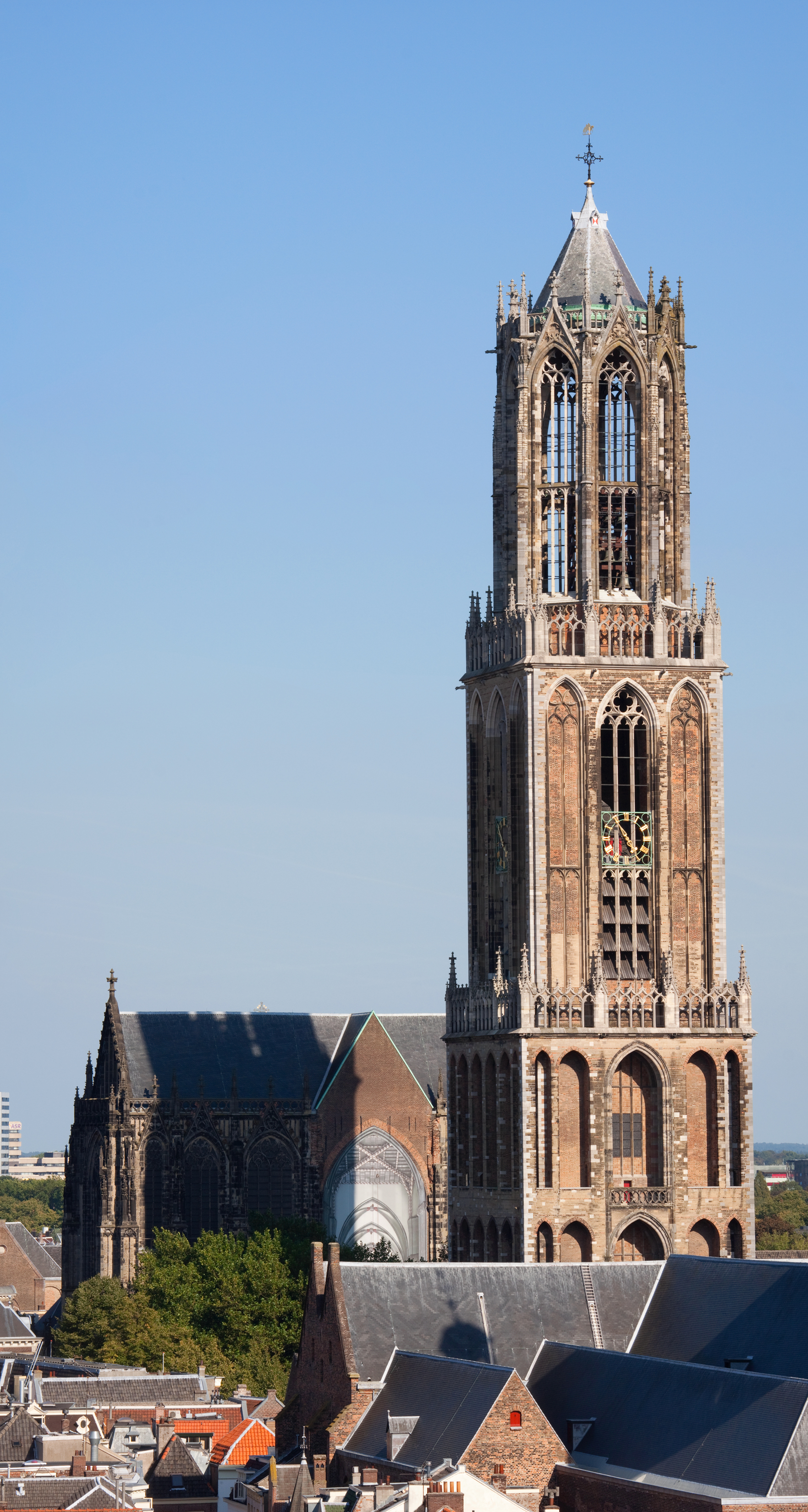
Domtoren